# Marxismo
Marxismo é um método de análise socioeconômica sobre as relações de classe e conflito social, que utiliza uma interpretação materialista do desenvolvimento histórico e uma visão dialética de transformação social. A metodologia marxista utiliza inquéritos econômicos e sociopolíticos que se aplicam à crítica e análise do desenvolvimento do capitalismo e o papel das lutas de classes na mudança econômica sistêmica. Na segunda metade do século XIX, os princípios intelectuais do marxismo foram inspirados por dois filósofos alemães: Karl Marx e Friedrich Engels. Análises e metodologias marxistas influenciaram várias ideologias políticas e movimentos sociais. O marxismo engloba uma teoria econômica, uma teoria sociológica, um método filosófico e uma visão revolucionária de mudança social.
A análise marxista tem sido aplicada a diversos temas e tem sido mal interpretada e modificada durante o curso de seu desenvolvimento, resultando em numerosas e às vezes contraditórias teorias que caem sob a rubrica de "marxismo" ou "análise marxista". O marxismo baseia-se em um entendimento materialista do desenvolvimento da sociedade, tendo como ponto de partida as atividades econômicas necessárias para satisfazer as necessidades materiais da sociedade humana. A forma de organização econômica ou modo de produção é compreendida como a origem, ou pelo menos uma influência direta, da maioria dos outros fenômenos sociais — incluindo as relações sociais, sistemas políticos e jurídicos, moralidade e ideologia. Assim, o sistema econômico e as relações sociais são chamadas de infraestrutura e superestrutura. À medida que as forças produtivas (principalmente a tecnologia) melhoraram, as formas existentes de organização social tornam-se ineficientes e asfixiam o progresso. Estas ineficiências se manifestam como contradições sociais na forma da luta de classes.
De acordo com a análise marxista, conflitos de classe dentro do capitalismo surgem devido à intensificação das contradições entre uma produção mecanizada e altamente produtiva e a socialização realizada pelo proletariado, além da propriedade privada e da apropriação do produto excedente na forma de mais-valia (lucro) por uma pequena minoria de proprietários privados chamados coletivamente de burguesia. Como a contradição torna-se aparente para o proletariado, a agitação social entre as duas classes antagônicas se intensifica, culminando em uma revolução social. O eventual resultado a longo prazo dessa revolução seria o estabelecimento do socialismo — um sistema socioeconômico baseado na propriedade cooperativa dos meios de produção, na distribuição baseada na contribuição e produção organizada diretamente para o uso. Karl Marx formulou a hipótese de que, como as forças produtivas e a tecnologia continuam a avançar, o socialismo acabaria por dar lugar a uma fase comunista de desenvolvimento social. O comunismo seria uma sociedade apátrida e sem classes, erigida na propriedade comum e no princípio "de cada qual, segundo sua capacidade; a cada qual, segundo suas necessidades".
O marxismo desenvolveu-se em diferentes ramos e escolas de pensamento. Algumas vertentes colocam uma maior ênfase em determinados aspectos do marxismo clássico, enquanto rejeitam ou tiram a ênfase de outros aspectos do marxismo, às vezes combinando a análise marxista com conceitos não marxistas. Outras variantes do marxismo veem algumas de suas características como uma força determinante no desenvolvimento social — como o modo de produção, de classe, relações de poder ou propriedade — enquanto discutem outros aspectos como menos importantes ou irrelevantes. Apesar de compartilhar premissas semelhantes, as diferentes escolas de pensamento do marxismo podem chegar a conclusões contraditórias entre si. Por exemplo, diferentes economistas marxistas têm explicações contraditórias de crise econômica e previsões diferentes para o resultado de tais crises. Além disso, diferentes variantes do marxismo aplicam a análise marxista para estudar diferentes aspectos da sociedade (por exemplo, crises econômicas ou feminismo). Estas diferenças teóricas levaram vários partidos socialistas e comunistas e movimentos políticos a adotar diferentes estratégias políticas para alcançar o socialismo e defender diferentes programas e políticas entre si. Um exemplo disso é a divisão entre socialistas revolucionários e reformistas que surgiram no Partido Social-Democrata Alemão (SPD) durante o início do século XX. Da mesma forma, embora os bolcheviques da Rússia terem declarado o leninismo e, posteriormente, o marxismo-leninismo como o único desenvolvimento legítimo do marxismo, os mencheviques e muitos outros sociais-democratas em todo o mundo considerou-os desvios totalitários. Compreensões marxistas da história e da sociedade têm sido adotadas por acadêmicos nas disciplinas de arqueologia e antropologia, estudos midiáticos, ciência política e filosofia.

## Visão geral
A análise marxista começa com uma análise das condições materiais e das atividades econômicas necessárias para satisfazer as necessidades materiais da sociedade. Assume-se que a forma de organização econômica, ou modo de produção, origina, ou pelo menos influencia diretamente, a maioria dos outros fenômenos sociais — incluindo relações sociais, sistemas políticos e legais, códigos morais e ideologia. O sistema econômico e essas relações sociais formam base e superestrutura. As forças de produção, principalmente a tecnologia, melhoram, as formas existentes de organização social tornam-se ineficientes e sufocam novos progressos. Como Karl Marx observou: "Em um determinado estágio de desenvolvimento, as forças produtivas materiais da sociedade entram em conflito com as relações de produção existentes ou — isso simplesmente expressa o mesmo em termos legais — com as relações de propriedade no âmbito das quais operaram até então a partir das formas de desenvolvimento das forças produtivas, essas relações se transformam em grilhões. Então começa uma era de revolução social ". Essas ineficiências se manifestam como contradições sociais na sociedade sob a forma de luta de classes.
O capitalismo (de acordo com a teoria marxista) não pode mais sustentar os padrões de vida da população, devido à necessidade de compensar a queda das taxas de lucro ao diminuir os salários, reduzindo os benefícios sociais e perseguindo através da agressão militar. O sistema socialista sucederia o capitalismo como forma de produção da humanidade através da revolução dos trabalhadores. De acordo com o marxismo, especialmente decorrentes da teoria da crise, o socialismo é uma necessidade histórica (mas não uma inevitabilidade).
Em uma sociedade socialista, a propriedade privada, na forma dos meios de produção, seria substituída pela propriedade cooperativa. Uma economia socialista não basearia a produção na criação de lucros privados, mas nos critérios de satisfação das necessidades humanas — ou seja, a produção seria realizada diretamente para uso. Como Engels disse: "Então o modo de apropriação capitalista em que o produto escraviza primeiro o produtor e, em seguida, o apropriador, é substituído pelo modo de apropriação do produto que se baseia na natureza dos meios de produção modernos; Por um lado, apropriação social direta, como meio para a manutenção e extensão da produção, por outro, apropriação individual direta, como meio de subsistência e de prazer".

## Características
Lênin em "As Três Fontes e as Três partes Constitutivas do Marxismo" defende que os pontos de partida do marxismo são: (i) a filosofia alemã, a partir da defesa do materialismo filosófico (valendo-se criticamente dos avanços da concepção de Ludwig Feuerbach), enriquecendo-o, sobretudo pela análise dialética (método e modo de compreensão desenvolvido e inicialmente utilizado por Hegel, sendo criticado por Marx como idealista); (ii) a economia política inglesa, a partir da fundamentação e desenvolvimento da teoria do valor-trabalho (em crítica as teorias econômicas dos britânicos Adam Smith e David Ricardo), de onde demonstra-se o conceito de mais-valia (a base da exploração no sistema capitalista); e (iii) o socialismo francês, a partir da análise crítica às ideias e experiências dos socialistas utópicos franceses.
Marx criticou ferozmente o sistema filosófico idealista de Hegel. Enquanto que, para Hegel, da realidade se faz filosofia, para Marx a filosofia precisa incidir sobre a realidade. O núcleo do pensamento de Marx é sua interpretação do homem, que começa com a necessidade de sobrevivência humana. A história se inicia com o próprio homem que, na busca da satisfação de necessidades, trabalha sobre a natureza. À medida que realiza este trabalho, o homem se descobre como ser produtivo e passa a ter consciência de si e do mundo através do desenvolvimento e aprimoramento da produtividade do trabalho, da ciência sobre a realidade. Percebe-se então que "a história é o processo de criação do homem pelo trabalho humano".
Stálin em "Materialismo Histórico e Materialismo Diáletico" defende que os dois elementos principais do marxismo são o materialismo dialético, para o qual a natureza, a vida e a consciência se constituem de matéria em movimento e evolução permanente (interdeterminação das coisas reais, unicidade e indivisibilidade do real), e o materialismo histórico, para o qual o modo de produção é a base originária dos fenômenos históricos e sociais, inclusive as instituições jurídicas e políticas, a moralidade, a religião e as artes. Vários marxólogos demonstram que o termo materialismo dialético, esboçado por Engels e desenvolvido por Lenin e Trotski, é uma expressão inexistente na obra de Marx, que, por sua vez, utilizara apenas o termos dialética e método dialético.

### Pensamento econômico britânico
No tocante às questões sobre economia, Marx tinha como plano de fundo seus estudos sobre Economia Política, conhecido pela Escola Clássica, constituída basicamente pelo pensamento econômico britânico, com destaque para Adam Smith (1723–1790) e David Ricardo (1772–1823). Assim, escreve Paul Singer em sua introdução ao pensamento econômico de Marx:
| “ | Quando Marx começou a se dedicar ao estudo da economia política, na quinta década do século XIX, esta ciência já tinha recebido uma formulação teórica bastante completa, abrangentemente sofisticada por uma série de autores, que passaram a ser conhecidos como "clássicos". Estes autores produziram suas principais obras no último quartel do século XVIII e no primeiro quartel do XIX e eram, em sua maioria da Grã-Bretanha - onde transcorria então a Revolução Industrial | ” |

O pensamento clássico se desenvolve na Grã-Bretanha durante segunda metade do século XVIII e no XIX, centrando suas reflexões nas transformações do processo produtivo, trazidas pela Revolução Industrial. Adam Smith afirma que não é ouro ou qualquer outro metal que determina a prosperidade de uma nação, mas sim o trabalho humano. Em consequência disso, qualquer transformação que aprimore as forças produtivas (produtividade do trabalho) enriquece uma nação. A principal delas — além da mecanização — é a divisão social do trabalho, amplamente estudada por ele. A Escola Clássica também aborda as causas das crises econômicas, as implicações do crescimento populacional e a acumulação de capital.

## Conceitos

### Mais-valia
O que faz o valor de uma mercadoria? Aqui está uma pergunta que instigou os economistas da Escola Clássica e que levou Marx a desenvolver o conceito da "mais-valia", que é descrita por Paul Singer no excerto abaixo:
| “ | Marx repensa o problema nos seguintes termos: cada capitalista divide seu capital em duas partes, uma para adquirir insumos (máquinas, matérias-primas) e outra para comprar força de trabalho; a primeira, chamada capital constante, somente transfere o seu valor ao produto final; a segunda, chamada capital variável, ao utilizar o trabalho dos assalariados, adiciona um valor novo ao produto final. É este valor adicionado, que é maior que o capital variável (daí o nome "variável": ele se expande no processo de produção), que é repartido entre capitalista e trabalhador. O capitalista entrega ao trabalhador uma parte do valor que este último produziu, sob forma de salário, e se apropria do restante sob a forma de mais-valia | ” |

Na verdade, o trabalhador produz mais do que foi calculado, ou seja, a força de trabalho cria um valor superior ao estipulado inicialmente. Esse trabalho excedente não é pago ao trabalhador e serve para aumentar cada vez mais o capital. Insere-se neste ponto a questão da alienação — o produtor não se reconhece no que produz; o produto surge como um poder separado do produtor. O produto surge então como algo separado, como uma realidade soberana — o fetichismo da mercadoria. Mas o que faz com que o homem não perceba? A resposta, de acordo com Marx, está na ideologia dominante, que procura sempre retardar e disfarçar as contradições politicamente. Portanto, a luta de classes só pode ter como objetivo a supressão dessa extorsão e a instituição de uma sociedade na qual os produtores seriam senhores de sua produção.

### Materialismo Histórico
"A descoberta da concepção materialista da história, ou melhor, a continuação e extensão consistentes do materialismo no domínio do fenômeno social, eliminou dois defeitos principais das teorias históricas anteriores. Em primeiro lugar, eles, na melhor das hipóteses, examinaram apenas os motivos ideológicos da atividade histórica dos seres humanos, sem compreender as leis objetivas que governam o desenvolvimento do sistema de relações sociais ... em segundo lugar, as teorias anteriores não abrangeram as atividades das massas da população, enquanto o materialismo histórico tornou possível pela primeira vez o estudo com a precisão das ciências naturais as condições sociais da vida das massas e as mudanças nessas condições". [carece de fontes?]

Teórico marxista russo e revolucionário Vladimir Lenin
"A sociedade não é constituída por indivíduos, mas expressa a soma das inter-relações, as relações dentro das quais esses indivíduos residem."
—  Karl Marx, Grundrisse, 1858
A histórica teoria materialista da história> analisa as causas subjacentes do desenvolvimento social e muda a partir da perspectiva das formas coletivas que os seres humanos ganham a vida. Todas as características constitutivas de uma sociedade (classes sociais, pirâmide política, ideologias) são assumidas como decorrentes da atividade econômica, uma ideia muitas vezes retratada com a metáfora da base e da superestrutura.
A metáfora da base e da superestrutura retrata a totalidade das relações sociais pelas quais os seres humanos produzem e reproduzem sua existência social. Segundo Marx, "a soma total das forças de produção acessíveis aos homens determina a condição da sociedade" e forma a base econômica de uma sociedade. A base inclui as forças materiais de produção, isto é, os meios de produção e mão de obra e as relações de produção, ou seja, os arranjos sociais e políticos que regulam a produção e a distribuição. A partir desta base surge uma superestrutura das "formas de consciência social" legais e políticas das instituições políticas e jurídicas que derivam da base econômica que condiciona a superestrutura e a ideologia dominante de uma sociedade. Os conflitos entre o desenvolvimento das forças produtivas materiais e as relações de produção provocam revoluções sociais e, portanto, as mudanças resultantes na base econômica levarão à transformação da superestrutura. Essa relação é reflexiva; Em primeiro lugar, a base dá origem à superestrutura e continua a ser a base de uma forma de organização social. Portanto, essa organização social formada pode atuar em ambas as partes da base e da superestrutura, de modo que essa relação não é unidirecional, mas um diálogo (uma dialética), expressada e impulsionada por conflitos e contradições. Como Friedrich Engels clarificou: "A história de toda a sociedade até então existente é a história das lutas de classe. Homens livres e escravos, patriciano e plebeu, senhor e servo, mestre de associações e jornalista, em uma palavra, opressor e oprimido, ficaram em constante oposição uns aos outros, levaram a luta ininterrupta, agora escondida, agora aberta, uma luta que cada vez Terminou, quer em uma reconstituição revolucionária da sociedade em geral, quer na ruína comum das classes concorrentes.".
Marx considerou esses conflitos socioeconômicos como a força motriz da história humana, uma vez que esses conflitos recorrentes se manifestaram como estágios de desenvolvimento distintos na Europa Ocidental. Assim, Marx designou a história humana como abrangendo quatro estágios de desenvolvimento nas relações de produção.
1. Comunismo primitivo: Como nas sociedades tribais cooperativas.
2. Sociedade escravista: Um desenvolvimento do tribal para a cidade-estado; A nascença da aristocracia
3. Feudalismo: Os aristocratas são a classe dominante; Os comerciantes evoluem para os capitalistas.
4. Capitalismo: capitalistas são a classe dominante, que criam e empregam o proletariado.

#### Dialético
A realidade não é estática, ela é dinâmica, está sempre em transformações, tanto qualitativas quanto quantitativas. No contexto dialético, também o espírito não é consequência passiva e/ou mecânica da ação da matéria, podendo reagir sobre aquilo que o determina. Isso significa que a consciência, mesmo sendo determinada pela matéria e estando historicamente determinada, não é pura passividade: o conhecimento do determinismo liberta o homem por meio da ação deste sobre o mundo, possibilitando inclusive a ação revolucionária. Assim, Marx se denominava um materialista, não idealista. O Materialismo Histórico e o Materialismo Dialético podem, grosso modo, serem tomados por termos intercambiáveis, sendo o primeiro mais adequado ao se tratar de "coisas humanas" e o segundo adequado para aspectos do real. Engels acabou desenvolvendo mais do que Marx acerca do Materialismo Dialético.
Alguns autores, como Karl Popper, discordam da cientificidade das ideias marxistas — sendo comum que os críticos deste ideário utilizem a derrocada dos países denominados "comunistas" para fundamentar estas afirmações. O "erro" de Marx, talvez, possa ter sido o de superestimar a previsibilidade das sociedades humanas. Sem dúvida, nenhuma das sociedades que se autoproclamavam "marxistas" desenvolveu-se de acordo com as teorias de Marx, uma crítica que inclusive foi feita internamente nestas sociedades através da corrente política denominada como "esquerda comunista", composta pelos mais ortodoxos marxistas, que argumentavam que jamais existiu nem a remota possibilidade da construção do socialismo em uma única nação, uma vez que o socialismo marxista opõe-se ao nacionalismo, abraçando um viés internacionalista. A despeito dessas críticas, as ideias de Marx permanecem influenciando as ciências sociais de tal forma que o filósofo alemão tornou-se um dos mais influentes pensadores da história. Ainda que pouco previsíveis, as sociedades humanas certamente devem render muitas graças a este homem nascido em Tréveris, pelos grandes avanços teórico-metodológicos prestados ao campo das ciências humanas, por sua militância pela emancipação da humanidade, pelo desenvolvimento da concepção materialista dialética e Histórica, dentre várias outras contribuições, feitas durante o século XIX.

### Socialismo real
Bem compreendidas as noções econômicas e de Estado do marxismo podemos perceber que os países que se reivindicaram socialistas, o chamado socialismo real, não aboliram o Estado, sinal de que não aboliram as classes sociais, o trabalho assalariado e, portanto a mais-valia, nem distribuíram a produção como descrito em "Crítica ao Programa de Gotha" e, não obstante, no livro "Ideologia Alemã", Marx afirma ainda que Max Stirner mantém a propriedade privada no comunismo ao defender o trabalho assalariado nele. Assim essas sociedades, dentro da lógica marxista, mantiveram as principais características do capitalismo inclusive os seus principais traços característicos descritos em O Capital. Por isso diversos autores, em especial da esquerda comunista e do comunismo de conselhos defendem que esses países criaram um Capitalismo de Estado, isto é, um capitalismo que existia embora tendo o Estado como ator central. Lenin e Trotsky, no entanto, defenderam que essas sociedades eram superiores por terem abolido a propriedade privada, mas acabaram se tornando uma espécie de Estado Operário Burocraticamente Deformado e por isso bastava se derrubar a burocracia.

"Marxismo me ensinou o que era a sociedade. Eu era como um homem de olhos vendados em uma floresta, que ainda não sabe onde é o norte ou sul. Se você não vir a compreender verdadeiramente a história da luta de classes, ou pelo menos ter uma ideia clara de que a sociedade está dividida entre os ricos e os pobres e que algumas pessoas subjugam e exploram outras pessoas, você está perdido em uma floresta, sem saber de nada."

Fidel Castro

### Revolução, socialismo e comunismo
Os marxistas acreditam que a transição do capitalismo ao socialismo é uma parte inevitável do desenvolvimento da sociedade humana; como Lenin afirmou, "é evidente que Marx deduz a inevitabilidade da transformação da sociedade capitalista [em uma sociedade socialista] inteira e exclusivamente da lei econômica do movimento da sociedade contemporânea.".
Os marxistas acreditam que uma sociedade socialista será muito melhor para a maioria da população do que sua contraparte capitalista, por exemplo, antes da Revolução Russa de 1917, Lenin escreveu que "A socialização da produção é obrigada a levar à conversão dos meios de produção na propriedade da sociedade… Esta conversão irá resultar diretamente em um imenso aumento da produtividade do trabalho, a redução das horas de trabalho, bem como a substituição das ruínas remanescentes da produção de pequena escala, primitiva e desunida pela produção coletiva e a melhora do trabalho.".

## Críticas
De acordo com seus críticos, as ideias e conceitos descritos por Marx que foram implantadas em alguns países no século XX na implementação de reformas sociais, desencadeou conflitos internos e guerras civis responsáveis por milhões de perdas em vidas humanas. Como por exemplo na União Soviética, em fatos citados por diversos autores como Martin Amis, Orlando Figes, Varlam Shalamov, A.I. Solzhenitsyn, Richard Pipes, Robert Service, Robert Conquest, Simon Sebag Montefiore, e Anne Applebaum.
A aplicação de reformas econômicas, onde os conceitos marxistas foram usados como justificativas, foi responsável por milhões de mortes no século passado. Podem ser citadas especialmente as catástrofes de famintos em 1921–1922 e 1931–1934 na União Soviética, descritas por autores como Orlando Figes e Alan Bullock, e 1959 — 1961 na China, descrita por Philip Short.
Em seu livro, Philip Short afirma que "Em 1959 e 1960, aproximadamente 20 milhões de chineses morreram de fome, e 15 milhões a menos de crianças nasceram, pois as mulheres eram muito fracas para conceber. Cinco milhões mais pereceram de fome em 1961. Foi o pior desastre humano ocorrido na China (…) Em 1980, Hu Yaobang, o primeiro líder chinês a reconhecer oficialmente a existência da fome, colocou a estimativa de mortes em 20 milhões", e finaliza que "Para Mao, a morte de oponentes (…) era um inevitável (…) ingrediente de campanhas políticas maiores. (…) As vítimas da reforma agrária, das suas campanhas políticas (…) e das fomes desencadeadas pelo Grande Salto para Frente, foram excedidas apenas uma vez — por todos os mortos da 2ª Guerra Mundial." (tradução livre da edição em inglês).
Sobre a experiência chinesa é possível também citar Jonathan D. Spence: "… o Comitê Central divulgou essa visão extasiada do processo do Grande Salto : (…) é política fundamental orientar os camponeses a acelerar a construção socialista, completar a construção do socialismo antes do tempo e levar adiante a transição gradual para o comunismo.". E: "O resultado foi uma fome em escala gigantesca, que ceifou 20 milhões de vidas ou mais entre 1959 e 1962. (…) O Grande Salto Adiante, (…), tinha dado meia-volta e acabara devorando sua prole".
De acordo com Orlando Pipes: "A Revolução Russa lançou um vasto experimento de engenharia social — talvez o maior na história da humanidade. (…) O experimento funcionou terrivelmente errado, nem tanto devido à malícia de seus líderes, muitos dos quais partiram de altos ideais, mas por que seus ideais eram eles mesmos impossíveis. (…) E ainda, visto que o modelo Soviético levou frequentemente aos mesmos fins desastrosos — apesar de ter sido aplicado em diferentes formas locais em lugares tão diversos como China, sudeste da Ásia, Europa oriental, África sub-Saariana e Cuba — alguém só pode concluir que o problema fundamental relaciona-se muito mais com princípios do que contingências" (tradução livre da edição da Penguin Books)
Um dos principais críticos de Marx foi Raymond Aron. Em seu livro "As Etapas do Pensamento Sociológico" ele procura "… mostrar por que, intrinsecamente, os textos de Marx são equívocos, o que significa que têm as qualidades necessárias para que sejam comentados indefinidamente e transfigurados em ortodoxia.", esclarecendo que "A partir de 1848, a até o fim dos seus dias, Marx aparentemente deixou de ser filósofo, tornando-se um sociólogo e, sobretudo, um economista.". Ele também coloca que "… a comparação entre a expansão do proletariado e a expansão da burguesia é sociologicamente falsa. Para restabelecer a equivalência entre a ascensão da burguesia e a ascensão do proletariado, os marxistas são forçados a usar aquilo que eles condenam quando empregado pelos outros: o mito.", acrescentando que: "Marx quis definir de modo unívoco, pela classe que exerce o poder, um regime econômico, social e político. Ora, essa definição do regime é insuficiente, porque implica, aparentemente, uma redução da política à economia, ou do Estado à relação entre grupos sociais.". E sobre O Capital, Aron finalmente afirma: "Marx apresentou uma série de razões para demonstrar que o funcionamento do regime capitalista seria cada vez pior, mas não demonstrou economicamente a destruição do capitalismo por suas contradições internas.".

### Anarquistas e libertários
O anarquismo tem tido uma relação tensa com o marxismo desde que Marx era vivo. Os anarquistas e socialistas libertários rejeitam a necessidade de uma fase de Estado transitório, alegando que o socialismo só pode ser estabelecido através de uma organização descentralizada e não coercitiva. Anarquistas individualistas, que muitas vezes não são nem socialistas nem capitalistas, rejeitam o marxismo como uma ideologia estatista. O anarquista Mikhail Bakunin criticou Marx para sua inclinação autoritária. A expressão "quartel socialismo" tornou-se um atalho para essa crítica, evocando a imagem da vida dos cidadãos como sendo arregimentada como a vida dos recrutas em um quartel.

### Economistas
Outras críticas vêm de um ponto de vista econômico. Economistas como Friedrich Hayek têm criticado o marxismo pela alocação de recursos de forma ineficiente. V. K. Dmitriev, em 1898, e Ladislaus von Bortkiewicz, em 1906–1907, além de críticos posteriores, alegavam que a teoria do valor e a tendência de queda do lucro, propostas por Marx, são internamente inconsistentes. Em outras palavras, os críticos alegam que Marx chegou a conclusões que, na verdade, não seguem as suas premissas teóricas. Uma vez que estes alegados erros fossem corrigidos, sua conclusão de que preços agregados e lucro são determinadas pelo valor agregado e pela mais-valia já não é válida. Este resultado põe em xeque a sua teoria de que a exploração dos trabalhadores é a única fonte de lucro.
Tanto o marxismo quanto o socialismo foram alvo de análise crítica considerável ao longo de várias gerações de economistas austríacos em termos de metodologia científica, teoria econômica e implicações políticas. Durante a revolução marginal, a teoria do valor subjetivo foi redescoberta por Carl Menger, um desenvolvimento que minou as teorias do valor de custo. A restauração do subjetivismo e da metodologia praxiológica anteriormente utilizadas por cientistas econômicos clássicos, como Richard Cantillon, Anne Robert Jacques Turgot, Jean-Baptiste Say e Frédéric Bastiat, levou Menger a criticar metodologia historicista em geral. O economista austríaco Eugen von Böhm-Bawerk utilizava a metodologia praxeológica e subjetivista para atacar a lei do valor. Economistas não marxistas consideraram sua crítica como definitiva, sendo que Gottfried Haberler argumenta que a crítica da economia de Marx feita por Böhm-Bawerk foi tão profunda e devastadora que a partir de 1960 nenhum estudioso marxista tinha conclusivamente refutado suas colocações.

## Influências
A partir dos pensamentos de Marx, várias vertentes do socialismo científico surgiram, como o comunismo, a social-democracia, o stalinismo, o trotskismo, o maoismo etc. Os ideais de Marx influenciaram também muitos movimentos sociais dos séculos XIX e XX, e ainda influenciam até os dias de hoje. O marxismo teve uma boa recepção em grupos revolucionários e também grupos neoconservadorres, LGBTs feministas, sindicatos, MST, e diversos grupos e movimentos sociais que buscam especificamente a justiça social, seja ligado ao combate das desigualdades do capitalismo ou ao combate do preconceito, questão esta que está cada vez mais sendo acolhido pelas organizações de esquerda. No âmbito religioso o marxismo foi bem recebido pelos adeptos da teologia da libertação. Os ideais de Marx e Engels ainda influenciaram muitos partidos políticos em diversos países e organizações partidárias internacionais.

### Marxianismo
O próprio Karl Marx alertou contra as possíveis distorções dos que se diziam marxistas com a seguinte frase à Lafargue: "Se algo é certo, é que eu próprio não sou um marxista". Isso teria sido dito como crítica à peculiaridade do "marxismo" francês à época, como pode se ver o contexto inserido em uma carta de Engels à Eduard Bernstein. Esta frase é usada pelos anticomunistas como se fosse uma autocrítica de arrependimento.[carece de fontes?] Contudo frase isolada, sem contexto perde sentido. Assim como sua obra deve estar sendo lida no seu contexto para evitar distorções, Marx alertou com essa frase bem humorada (ele gostava de escrever com ironia ou sarcasmo também seus artigos de jornal) a tomarmos cuidado com leituras mecânicas, parciais, descontextualizadas, não bem compreendidas da obra de Marx–Engels. Muito posterior a sua morte houve uma tentativa de distinção duma leitura direta à obra de Marx com uma suposta interpretação coerente com o autor denominada marxianismo, para distinguir do marxismo, que nesse contexto seriam obras derivadas ou de outros autores, e formas de interpretações que seriam estranhas à Marx, não necessariamente invalidando-as ou não reconhecendo seu valor na contribuição, mas apenas para tentar distinguir no contexto, visão de mundo, e recorte temporal.[carece de fontes?] Diversos autores tem aplicado a sua teoria por exemplo ao monetarismo, aos oligopólios e ao controle da inflação.